# Xã Belford, Quận Aurora, South Dakota
Xã Belford (tiếng Anh: Belford Township) là một xã thuộc quận Aurora, tiểu bang Nam Dakota, Hoa Kỳ. Năm 2010, dân số của xã này là 90 người.